# Kvitskarvet
Kvitskarvet är ett berg i Antarktis. Det ligger i Östantarktis. Norge gör anspråk på området. Toppen på Kvitskarvet är 2 673 meter över havet.
Terrängen runt Kvitskarvet är kuperad norrut, men söderut är den platt. Trakten är obefolkad. Det finns inga samhällen i närheten. 